# Jon Watts
Jon Watts (ur. 28 czerwca 1981 w Fountainie) – amerykański reżyser, producent i scenarzysta. Wyreżyserował film Spider-Man: Homecoming oraz jego kontynuacje, należące do Filmowego Uniwersum Marvela.

## Życiorys
Watts urodził się i wychował w Fontanie, w stanie Kolorado. Uczęszczał do Fountain-Fort Carson High School, a następnie studiował na New York University.
Watts miał wyreżyserować film wprowadzający do Fantastyczną Czwórkę do MCU, lecz Fantastyczna 4: Pierwsze kroki trafiła jednak w ręce Matta Shakmana.
Jest żonaty z Dianne McGunigle.

## Filmografia

### Filmy
| Rok  | Film                              | Reżyser | Scenarzysta | Producent | Uwagi |
| ---- | --------------------------------- | ------- | ----------- | --------- | ----- |
| 2014 | Klaun                             | Tak     | Tak         | Nie       |       |
| 2015 | Radiowóz                          | Tak     | Tak         | Tak       |       |
| 2017 | Spider-Man: Homecoming            | Tak     | Tak         | Nie       |       |
| 2019 | Spider-Man: Daleko od domu        | Tak     | Nie         | Nie       |       |
| 2021 | Spider-Man: Bez drogi do domu     | Tak     | Nie         | Nie       |       |
| 2024 | Samotne wilki                     | Tak     | Tak         | Tak       |       |
| 2025 | Oszukać przeznaczenie: Więzy krwi | Nie     | Fabuła      | Tak       |       |

### Seriale
| Rok       | Tytuł                            | Reżyser | Scenarzysta | Producent | Uwagi                                                       |
| --------- | -------------------------------- | ------- | ----------- | --------- | ----------------------------------------------------------- |
| 2011      | Onion News Network               | Tak     | Nie         | Tak       | Reżyser: 10 odcinków Współproducent wykonawczy: 11 odcinków |
| 2011      | The Fuzz                         | Tak     | Tak         | Tak       | pilot serialu                                               |
| 2012      | Eugene!                          | Tak     | Wykonawczy  | Tak       | Film TV                                                     |
| 2022–2024 | Stary człowiek                   | Tak     | Wykonawczy  | Nie       | Reżyser: 2 odcinki                                          |
| 2024–2025 | Gwiezdne wojny: Załoga rozbitków | Tak     | Wykonawczy  | Tak       | Showrunner Reżyser: 2 odcinki Scenarzysta: 6 odcinków       |